# Mito HollyHock
Maillots
Actualités
Le Mito Hollyhock (水戸ホーリーホック) est un club japonais de football basé à Mito dans la préfecture d'Ibaraki. Le club évolue en J.League 2.

## Historique
Fondé en 1994 sous le nom de club de football FC Mito. Fusionné avec Primaham FC Tsuchiura en 1997 et changé le nom de l'équipe en Mito HollyHock. Le club rejoint la J.League en 2000. Depuis qu'il à rejoint la J.League le club est rester en deuxième division depuis la J.League 2 2000 ce qui en fait le club le plus vieux de la J.league 2.
HollyHock signifie "Aoi" en anglais. Il est cité du blason familial (Aoi) du clan Mito, l'une des trois familles Tokugawa, et vise à être une équipe aimée et aimée de tous et dotée d'une forte volonté. Le blason familial du clan Mito, "Mitsuha Aoi", est également dessiné sur l'emblème, et le dragon qui l'entoure est dérivé du personnage "Koryu" de Tokugawa Mitsukuni.

## Palmarès
| Compétitions nationales | Compétitions internationales |
| - Néant                 | - Néant                      |

## Joueurs et personnalités du club

### Entraîneurs
Le tableau suivant présente la liste des entraîneurs du club depuis 1994.
| Rang | Nom           | Période   |
| ---- | ------------- | --------- |
| 1    | Yuji Nakano   | 1994-1998 |
| 2    | Toshiya Miura | 1998-1999 |
| 3    | Branko Babic  | 2000      |

| Rang | Nom               | Période   |
| ---- | ----------------- | --------- |
| 4    | Hiroshi Kobayashi | 2001      |
| 5    | Masaaki Kanno     | 2001-2003 |
| 6    | Hideki Maeda      | 2003-2008 |

| Rang | Nom                 | Période   |
| ---- | ------------------- | --------- |
| 7    | Takashi Kiyama      | 2008-2011 |
| 8    | Tetsuji Hashiratani | 2011-2015 |
| 9    | Takayuki Nishigaya  | 2015-2018 |

| Rang | Nom               | Période     |
| ---- | ----------------- | ----------- |
| 10   | Shigetoshi Hasebe | 2018-2020   |
| 11   | Tadahiro Akiba    | depuis 2020 |

## Bilan saison par saison
Ce tableau présente les résultats par saison du Mito Hollyhock dans les diverses compétitions nationales et internationales depuis la saison 2000.
| Saison | Championnat | Championnat | Championnat | Championnat | Championnat | Championnat | Championnat | Championnat | Championnat | Championnat | Coupe du Japon | Coupe de la Ligue |
| Saison | Division    | Pos         | Pts         | J           | V           | N           | D           | BP          | BC          | Diff.       | Coupe du Japon | Coupe de la Ligue |
| ------ | ----------- | ----------- | ----------- | ----------- | ----------- | ----------- | ----------- | ----------- | ----------- | ----------- | -------------- | ----------------- |
| 2000   | J2 League   | 9e          | 43          | 40          | 15          | 4           | 21          | 37          | 61          | -24         | 3e tour        | 1er tour          |
| 2001   | J2 League   | 11e         | 25          | 44          | 8           | 4           | 32          | 41          | 93          | -52         | 3e tour        | 1er tour          |
| 2002   | J2 League   | 10e         | 40          | 44          | 11          | 7           | 26          | 45          | 73          | -28         | 3e tour        | -                 |
| 2003   | J2 League   | 7e          | 56          | 44          | 15          | 11          | 18          | 37          | 41          | -4          | 3e tour        | -                 |
| 2004   | J2 League   | 9e          | 37          | 44          | 6           | 19          | 19          | 33          | 60          | -27         | 4e tour        | -                 |
| 2005   | J2 League   | 10e         | 52          | 44          | 13          | 13          | 18          | 41          | 57          | -16         | 4e tour        | -                 |
| 2006   | J2 League   | 10e         | 51          | 48          | 14          | 9           | 25          | 48          | 69          | -21         | 3e tour        | -                 |
| 2007   | J2 League   | 12e         | 34          | 48          | 8           | 10          | 30          | 32          | 70          | -38         | 4e tour        | -                 |
| 2008   | J2 League   | 11e         | 47          | 42          | 13          | 8           | 21          | 52          | 70          | -18         | 4e tour        | -                 |
| 2009   | J2 League   | 8e          | 73          | 51          | 21          | 10          | 20          | 70          | 79          | -9          | 2e tour        | -                 |
| 2010   | J2 League   | 16e         | 38          | 36          | 8           | 14          | 14          | 29          | 45          | -16         | 3e tour        | -                 |
| 2011   | J2 League   | 17e         | 42          | 38          | 11          | 9           | 18          | 40          | 49          | -9          | 4e tour        | -                 |
| 2012   | J2 League   | 13e         | 56          | 42          | 15          | 11          | 16          | 47          | 49          | -2          | 3e tour        | -                 |
| 2013   | J2 League   | 15e         | 55          | 42          | 14          | 13          | 15          | 50          | 58          | -8          | 3e tour        | -                 |
| 2014   | J2 League   | 15e         | 50          | 42          | 12          | 14          | 16          | 46          | 47          | -1          | 3e tour        | -                 |
| 2015   | J2 League   | 19e         | 46          | 42          | 10          | 16          | 16          | 40          | 47          | -7          | 4e tour        | -                 |
| 2016   | J2 League   | 13e         | 48          | 42          | 10          | 18          | 14          | 45          | 49          | -4          | 2e tour        | -                 |
| 2017   | J2 League   | 14e         | 54          | 42          | 14          | 12          | 16          | 45          | 48          | -3          | 2e tour        | -                 |
| 2018   | J2 League   | 10e         | 57          | 42          | 16          | 9           | 17          | 48          | 46          | +2          | 3e tour        | -                 |
| 2019   | J2 League   | 7e          | 70          | 42          | 19          | 13          | 10          | 56          | 37          | +19         | 3e tour        | -                 |
| 2020   | J2 League   | 9e          | 58          | 42          | 16          | 10          | 16          | 68          | 62          | +6          | -              | -                 |
| 2021   | J2 League   | 10e         | 59          | 42          | 16          | 11          | 15          | 59          | 50          | +9          | 2e tour        | -                 |
| 2022   | J2 League   | 13e         | 54          | 42          | 14          | 12          | 16          | 47          | 46          | +1          | 2e tour        | -                 |
| 2023   | J2 League   | 17e         | 47          | 42          | 11          | 14          | 17          | 49          | 66          | -17         | 3e tour        | -                 |
| 2024   | J2 League   | 15e         | 44          | 38          | 11          | 11          | 16          | 39          | 51          | -12         | 3e tour        | 1er tour          |
| Saison | Division    | Pos         | Pts         | J           | V           | N           | D           | BP          | BC          | Diff.       | Coupe du Japon | Coupe de la Ligue |
| Saison | Championnat |             |             |             |             |             |             |             |             |             | Coupe du Japon | Coupe de la Ligue |